# Pomoćnica
Pomoćnica (Lat. Solanum) tipični rod porodice krumpirovki ili pomoćnica pretežno iz Južne Amerike. Najpoznatiji predstavnici su krumpir porijeklom iz Amerike i patlidžan iz Azije, ali rodu pripada oko 1 200 priznatih vrsta, zeljastih trajnica i jednogodišnjih biljaka i polugrmova i grmova. Jedan od takvih polugrmova je gorkoslad ili paskvica po kojoj je red solanales u hrvatskom jeziku dobio ime gorkosladolike, kojemu pomoćnice i pripadaju.
Rod pomoćnica je otrovan, uključujući i krumpir, a najpoznatiji mu je sastojak otrov solanin kojeg ima i u gorkosladu i u krumpiru.

## Vrste
1. Solanum abitaguense S.Knapp
2. Solanum abortivum Symon
3. Solanum absconditum Agra
4. Solanum abutilifolium Rusby
5. Solanum abutiloides (Griseb.) Bitter & Lillo
6. Solanum acanthodapis A.R.Bean
7. Solanum acaule Bitter
8. Solanum accrescens Standl. & C.V.Morton
9. Solanum acerifolium Humb. & Bonpl. ex Dunal
10. Solanum achorum S.R.Stern
11. Solanum acroglossum Juz.
12. Solanum acropterum Griseb.
13. Solanum acroscopicum Ochoa
14. Solanum actaeibotrys Rusby
15. Solanum actephilum Guillaumin
16. Solanum aculeastrum Dunal
17. Solanum aculeatissimum Jacq.
18. Solanum acuminatum Ruiz & Pav.
19. Solanum acutilobum Dunal ex Poir.
20. Solanum adamantium Gouvêa
21. Solanum adenobasis M.Nee & Farruggia
22. Solanum adenophorum F.Muell.
23. Solanum adoense Hochst. ex A.Br.
24. Solanum adoxum A.R.Bean
25. Solanum adscendens Sendtn.
26. Solanum adspersum Witasek
27. Solanum aemulans Bitter & Wittm.
28. Solanum aethiopicum L.
29. Solanum affine Sendtn.
30. Solanum africanum Mill.
31. Solanum agnewiorum Voronts.
32. Solanum agnoston S.Knapp
33. Solanum agrarium Sendtn.
34. Solanum agrimonifolium Rydb.
35. Solanum alatirameum Bitter
36. Solanum alatum Moench
37. Solanum albescens (Britton) Hunz.
38. Solanum albicans (Ochoa) Ochoa
39. Solanum albidum Dunal
40. Solanum albornozii Correll
41. Solanum albostellatum R.W.Davis & P.J.H.Hurter
42. Solanum aldabrense C.H.Wright
43. Solanum aligerum Schltdl.
44. Solanum alliariifolium M.Nee & Särkinen
45. Solanum allophyllum (Miers) Standl.
46. Solanum aloysiifolium Dunal
47. Solanum alphonsi Dunal
48. Solanum alpinum Zoll. & O.Moritzi
49. Solanum alternatopinnatum Steud.
50. Solanum amayanum Ochoa
51. Solanum amblophyllum Hook.
52. Solanum amblymerum Dunal
53. Solanum americanum Mill.
54. Solanum amicorum Benth.
55. Solanum ammophilum A.R.Bean
56. Solanum amnicola S.Knapp
57. Solanum amorimii S.Knapp & Giacomin
58. Solanum amotapense Svenson
59. Solanum amygdalifolium Steud.
60. Solanum anamatophilum Ochoa
61. Solanum anceps Ruiz & Pav.
62. Solanum andreanum Baker
63. Solanum anfractum Symon
64. Solanum anguivi Lam.
65. Solanum angustialatum Bitter
66. Solanum angustifidum Bitter
67. Solanum angustifolium Houst. ex Mill.
68. Solanum anisocladum Giacomin & Stehmann
69. Solanum anisophyllum Van Heurck & Müll.Arg.
70. Solanum ankazobe D´Arcy & Rakot.
71. Solanum annuum C.V.Morton
72. Solanum anoacanthum Sendtn.
73. Solanum anomalostemon S.Knapp & M.Nee
74. Solanum anomalum Thonn.
75. Solanum antalaha D´Arcy & Rakot.
76. Solanum antisuyo Särkinen & S.Knapp
77. Solanum apaporanum R.E.Schult.
78. Solanum aparadense L.A.Mentz & M.Nee
79. Solanum aphyodendron S.Knapp
80. Solanum apiahyense Witasek
81. Solanum apiculatum Sendtn.
82. Solanum apodophyllum A.R.Bean
83. Solanum appendiculatum Humb. & Bonpl. ex Dunal
84. Solanum appressum K.E.Roe
85. Solanum arachnidanthum Rusby
86. Solanum arachnoides A.R.Bean
87. Solanum arboreum Humb. & Bonpl. ex Dunal
88. Solanum arcanum Peralta
89. Solanum arenarium Sendtn.
90. Solanum arenicola Särkinen & P.Gonzáles
91. Solanum arequipense Bitter
92. Solanum argenteum Dunal ex Poir.
93. Solanum argentinum Bitter & Lillo
94. Solanum argopetalum A.R.Bean
95. Solanum aridicola A.R.Bean
96. Solanum aridum Morong
97. Solanum armentalis J.L.Gentry & D´Arcy
98. Solanum armourense A.R.Bean
99. Solanum artense Montrouz.
100. Solanum arundo Mattei
101. Solanum ashbyae Symon
102. Solanum asperolanatum Ruiz & Pav.
103. Solanum aspersum S.Knapp
104. Solanum asperum A.Rich.
105. Solanum asterophorum Mart.
106. Solanum asteropilodes Bitter
107. Solanum asymmetriphyllum Specht
108. Solanum athenae Symon
109. Solanum atitlanum K.E.Roe
110. Solanum atropurpureum Schrank
111. Solanum aturense Humb. & Bonpl. ex Dunal
112. Solanum augustii Ochoa
113. Solanum aureitomentosum Bitter
114. Solanum aureum Humb. & Bonpl. ex Dunal
115. Solanum austrocaledonicum Seem.
116. Solanum austropiceum A.R.Bean
117. Solanum aviculare G.Forst.
118. Solanum axillifolium K.E.Roe
119. Solanum ayacuchense Ochoa
120. Solanum bahamense L.
121. Solanum bahianum S.Knapp
122. Solanum banzicum A.R.Bean
123. Solanum barbeyanum Huber
124. Solanum barbisetum Nees
125. Solanum barbulatum Zahlbr.
126. Solanum baretiae Tepe
127. Solanum basendopogon Bitter
128. Solanum batoides D´Arcy & Rakot.
129. Solanum bauerianum Endl.
130. Solanum beaugleholei Symon
131. Solanum bellum S.Knapp
132. Solanum berthaultii Hawkes
133. Solanum betaceum Cav.
134. Solanum betroka D´Arcy & Rakot.
135. Solanum bicolor Willd. ex Roem. & Schult.
136. Solanum bicorne Dunal
137. Solanum bistellatum L.B.Sm. & Downs
138. Solanum bohsii J.D.Tovar
139. Solanum boldoense Dunal & A.DC.
140. Solanum bolivianum Britton ex Rusby
141. Solanum boliviense Dunal
142. Solanum bombycinum Ochoa
143. Solanum bonariense L.
144. Solanum borgmannii Symon
145. Solanum brachyantherum Phil.
146. Solanum bradei Giacomin & Stehmann
147. Solanum brevicaule Bitter
148. Solanum brevifolium Humb. & Bonpl. ex Dunal
149. Solanum brevipedicellatum K.E.Roe
150. Solanum brownii Dunal
151. Solanum buddlejifolium Sendtn.
152. Solanum buesii Vargas
153. Solanum bulbocastanum Dunal
154. Solanum bullatum Vell.
155. Solanum bumeliifolium Dunal
156. Solanum burchellii Dunal
157. Solanum burkartii Ochoa
158. Solanum caatingae S.Knapp & Särkinen
159. Solanum caavurana Vell.
160. Solanum cacosmum Bohs
161. Solanum caelicola Giacomin & Stehmann
162. Solanum caesium Griseb.
163. Solanum cajamarquense Ochoa
164. Solanum cajanumense Kunth
165. Solanum caldense Carvalho
166. Solanum calidum Bohs
167. Solanum calileguae Cabrera
168. Solanum callianthum C.V.Morton
169. Solanum callicarpoides Wall.
170. Solanum callosum A.R.Bean
171. Solanum campaniforme Roem. & Schult.
172. Solanum campanulatum R.Br.
173. Solanum campanuliflorum C.H.Wright
174. Solanum campechiense L.
175. Solanum camptostylum Bitter
176. Solanum campylacanthum Hochst. ex A.Rich.
177. Solanum camranhense Dy Phon & Hul
178. Solanum candelarianum Cárdenas
179. Solanum candidum Lindl.
180. Solanum candolleanum Berthault
181. Solanum canense Rydb.
182. Solanum cantense Ochoa
183. Solanum capense L.
184. Solanum capillipes Britton
185. Solanum capitaneum A.R.Bean
186. Solanum capsiciforme (Domin) Baylis
187. Solanum capsicoides All.
188. Solanum carautae Carvalho
189. Solanum cardiophyllum Lindl.
190. Solanum carduiforme F.Muell.
191. Solanum caricifolium Rusby
192. Solanum caripense Humb. & Bonpl. ex Dunal
193. Solanum carolinense L.
194. Solanum cassioides L.B.Sm. & Downs
195. Solanum castaneum Carvalho
196. Solanum cataphractum A.Cunn. ex Benth.
197. Solanum catilliflorum G.J.Anderson, Martine, Prohens & Nuez
198. Solanum catombelense Peyr.
199. Solanum caumii (F.Br.) D.H.R.McClell.
200. Solanum celatum A.R.Bean
201. Solanum celsum Standl. & C.V.Morton
202. Solanum centrale J.M.Black
203. Solanum cerasiferum Dunal
204. Solanum cernuum Vell.
205. Solanum chachapoyasense Bitter
206. Solanum chacoense Bitter
207. Solanum chalmersii S.Knapp
208. Solanum chamaeacanthum Griseb.
209. Solanum cheesmaniae (L.Riley) Fosberg
210. Solanum chenopodinum F.Muell.
211. Solanum chenopodioides Lam.
212. Solanum chiapasense K.E.Roe
213. Solanum chilense (Dunal) Reiche
214. Solanum chillagoense (Domin) A.R.Bean
215. Solanum chilliasense Ochoa
216. Solanum chimborazense Bitter & Sodiro
217. Solanum chippendalei Symon
218. Solanum chiquidenum Ochoa
219. Solanum chlamydogynum Bitter
220. Solanum chmielewskii (C.M.Rick, Kesicki, Fobes & M.Holle) D.M.Spooner, G.J.Anderson & R.K.Jansen
221. Solanum chomatophilum Bitter
222. Solanum chrysasteroides Werderm.
223. Solanum chrysotrichum Schltdl.
224. Solanum cinereum R.Br.
225. Solanum cinnamomeum Sendtn.
226. Solanum citrinum M.Nee
227. Solanum citrullifolium A.Br.
228. Solanum cladotrichum Bitter
229. Solanum clandestinum Bohs
230. Solanum clarkiae Symon
231. Solanum clarum Correll
232. Solanum clathratum Sendtn.
233. Solanum cleistogamum Symon
234. Solanum clivorum S.Knapp
235. Solanum coactiliferum J.M.Black
236. Solanum coagulans Forssk.
237. Solanum coalitum S.Knapp
238. Solanum cobanense J.L.Gentry
239. Solanum cochabambense Bitter
240. Solanum cochoae G.J.Anderson & Bernardello
241. Solanum cocosoides A.R.Bean
242. Solanum colombianum Dunal
243. Solanum comarapanum M.Nee
244. Solanum comitis Dunal
245. Solanum commersonii Dunal ex Poir.
246. Solanum complectens M.Nee & G.J.Anderson
247. Solanum compressum L.B.Sm. & Downs
248. Solanum comptum C.V.Morton
249. Solanum concarense Hunz.
250. Solanum concinnum Schott ex Sendtn.
251. Solanum confertiflorum Stehmann & Tabosa
252. Solanum confertiseriatum Bitter
253. Solanum confine Dunal
254. Solanum confusum C.V.Morton
255. Solanum conglobatum Dunal
256. Solanum conicum Ruiz & Pav.
257. Solanum conocarpum Dunal ex Poir.
258. Solanum consimile C.V.Morton
259. Solanum contumazaense Ochoa
260. Solanum cookii Symon
261. Solanum coquimbense J.R.Benn.
262. Solanum coracinum Symon
263. Solanum cordatum Forssk.
264. Solanum cordicitum S.R.Stern
265. Solanum cordifolium Dunal
266. Solanum cordioides S.Knapp
267. Solanum cordovense Moc. & Sessé
268. Solanum coriaceum Dunal
269. Solanum corifolium F.Muell.
270. Solanum cormanthum Vell.
271. Solanum corneliomulleri J.F.Macbr.
272. Solanum cornifolium Humb. & Bonpl. ex Dunal
273. Solanum corumbense S.Moore
274. Solanum corymbiflorum (Sendtn.) Bohs
275. Solanum corymbosum Jacq.
276. Solanum costatum M.Nee
277. Solanum cowiei Martine
278. Solanum crassinervium Tepe
279. Solanum crebrispinum A.R.Bean
280. Solanum cremastanthemum Werderm.
281. Solanum crinitipes Dunal
282. Solanum crinitum Lam.
283. Solanum crispum Ruiz & Pav.
284. Solanum croatii D´Arcy & R.C.Keating
285. Solanum crotonifolium Humb. & Bonpl. ex Dunal
286. Solanum crotonoides Lam.
287. Solanum cruciferum Bitter
288. Solanum cucullatum S.Knapp
289. Solanum cunninghamii Benth.
290. Solanum curtilobum Juz. & Bukasov
291. Solanum curvicuspe Domin
292. Solanum cutervanum Zahlbr.
293. Solanum cyaneopurpureum De Wild.
294. Solanum cyanocarphium Blume
295. Solanum cyathophorum M.Nee & Farruggia
296. Solanum cyclophyllum S.Knapp
297. Solanum cylindricum Vell.
298. Solanum cymbalariifolium Chiov.
299. Solanum dalibardiforme Bitter
300. Solanum dallmannianum Warb.
301. Solanum dammerianum Lauterb. & K.Schum.
302. Solanum daphnophyllum Bitter
303. Solanum darienense S.Knapp
304. Solanum dasyanthum Brandegee
305. Solanum dasyneuron S.Knapp
306. Solanum dasyphyllum Schumach. & Thonn.
307. Solanum davidsei Carvalho
308. Solanum davisense Whalen
309. Solanum decipiens Opiz
310. Solanum decompositifolium Sendtn.
311. Solanum decorum Sendtn.
312. Solanum defensum F.Muell.
313. Solanum deflexicarpum C.Y.Wu & S.C.Huang
314. Solanum deflexiflorum Bitter
315. Solanum deflexum Greenm.
316. Solanum delicatulum L.B.Sm. & Downs
317. Solanum delitescens C.V.Morton
318. Solanum demissum Lindl.
319. Solanum dendroicum O.E.Schulz & Ekman
320. Solanum dennekense Dammer
321. Solanum denseaculeatum Symon
322. Solanum densevestitum F.Muell. ex Benth.
323. Solanum depauperatum Dunal
324. Solanum diamantinense Agra
325. Solanum dianthophorum Dunal
326. Solanum dianthum Rusby
327. Solanum dichroandrum Dunal
328. Solanum didymum Dunal
329. Solanum dillonii S.Knapp
330. Solanum dimidiatum Raf.
331. Solanum dimorphandrum S.Knapp
332. Solanum dimorphispinum C.T.White
333. Solanum dioicum W.Fitzg.
334. Solanum diphyllum L.
335. Solanum diploconos (Mart.) Bohs
336. Solanum discolor R.Br.
337. Solanum dissectum Symon
338. Solanum dissimile C.V.Morton
339. Solanum distichophyllum Sendtn.
340. Solanum ditrichum A.R.Bean
341. Solanum diversiflorum F.Muell.
342. Solanum diversifolium Schltdl.
343. Solanum doddsii Correll
344. Solanum dolichocremastrum Bitter
345. Solanum dolichorhachis Bitter
346. Solanum dolichosepalum Bitter
347. Solanum dolosum C.V.Morton ex S.Knapp
348. Solanum donianum Walp.
349. Solanum douglasii Dunal
350. Solanum dryanderense A.R.Bean
351. Solanum dulcamara L.
352. Solanum dulcamaroides Dunal
353. Solanum dumicola A.R.Bean
354. Solanum dunalianum Gaudich.
355. Solanum dysprosium A.R.Bean
356. Solanum eardleyae Symon
357. Solanum eburneum Symon
358. Solanum echegarayi Hieron.
359. Solanum echidniforme Dunal
360. Solanum echinatum R.Br.
361. Solanum edmonstonii Hook.f.
362. Solanum edmundoi Cuevas & N.M.Nuñez
363. Solanum ehrenbergii (Bitter) Rydb.
364. Solanum eitenii Agra
365. Solanum elachophyllum F.Muell.
366. Solanum elaeagnifolium Cav.
367. Solanum elatius A.R.Bean
368. Solanum elegans Dunal ex Poir.
369. Solanum ellipticum R.Br.
370. Solanum elvasioides S.Knapp
371. Solanum eminens A.R.Bean
372. Solanum emmottii A.R.Bean
373. Solanum emulans Raf.
374. Solanum enantiophyllanthum Bitter
375. Solanum endoadenium Bitter
376. Solanum endopogon (Bitter) Bohs
377. Solanum ensifolium Dunal
378. Solanum eremophilum F.Muell.
379. Solanum erianthum D.Don
380. Solanum erosomarginatum S.Knapp
381. Solanum erythracanthum Bojer ex Dunal
382. Solanum erythrotrichum Fernald
383. Solanum esuriale Lindl.
384. Solanum etuberosum Lindl.
385. Solanum euacanthum Phil.
386. Solanum evolvulifolium Greenm.
387. Solanum evolvuloides Giacomin & Stehmann
388. Solanum evonymoides Sendtn.
389. Solanum exarmatum Anil, Maya, Soumya & K.Murugan
390. Solanum exemptum A.R.Bean
391. Solanum exiguum Bohs
392. Solanum expedunculatum Symon
393. Solanum falciforme Farruggia
394. Solanum falconense S.Knapp
395. Solanum fallax Bohs
396. Solanum fecundum A.R.Bean
397. Solanum felinum Bitter ex Whalen
398. Solanum fernandesii V.Samp. & R.L.Moura
399. Solanum fernandezianum Phil.
400. Solanum ferocissimum Lindl.
401. Solanum ferrugineum Jacq.
402. Solanum fervens A.R.Bean
403. Solanum fiebrigii Bitter
404. Solanum filiforme Ruiz & Pav.
405. Solanum filirhachis Giacomin & Stehmann
406. Solanum flaccidum Vell.
407. Solanum flagellare Sendtn.
408. Solanum flahaultii Bitter
409. Solanum flexicaule Benth.
410. Solanum foetens Pittier ex S.Knapp
411. Solanum forsskaolii Dunal
412. Solanum fortunense Bohs
413. Solanum fosbergianum D´Arcy
414. Solanum fragile Wedd.
415. Solanum francisii A.R.Bean
416. Solanum fraxinifolium Dunal
417. Solanum friburgense Giacomin & Stehmann
418. Solanum fulgens (J.F.Macbr.) K.E.Roe
419. Solanum fulvidum Bitter
420. Solanum furcatum Dunal
421. Solanum furfuraceum R.Br.
422. Solanum fusiforme L.B.Sm. & Downs
423. Solanum gabrielae Domin
424. Solanum galactites A.R.Bean
425. Solanum galapagense S.C.Darwin & Peralta
426. Solanum galbinum A.R.Bean
427. Solanum gandarillasii Cárdenas
428. Solanum garcia-barrigae Ochoa
429. Solanum gardneri Sendtn.
430. Solanum gertii S.Knapp
431. Solanum gibbsiae J.R.Drumm.
432. Solanum giganteum Jacq.
433. Solanum gilesii Symon
434. Solanum gilioides Rusby
435. Solanum glabratum Dunal
436. Solanum glandulosipilosum Bitter
437. Solanum glaucescens Zucc.
438. Solanum glaucophyllum Desf.
439. Solanum glomuliflorum Sendtn.
440. Solanum glutinosum Dunal
441. Solanum gnaphalocarpum Vell.
442. Solanum goetzei Dammer
443. Solanum gomphodes Dunal
444. Solanum goniocaulon S.Knapp
445. Solanum gonocladum Dunal
446. Solanum gonyrhachis S.Knapp
447. Solanum goodspeedii K.E.Roe
448. Solanum graciliflorum Dunal
449. Solanum gracilifrons Bitter
450. Solanum grandidentatum Phil.
451. Solanum grandiflorum Ruiz & Pav.
452. Solanum graniticola V.Samp. & Gouvêa
453. Solanum graniticum A.R.Bean
454. Solanum granulosoleprosum Dunal
455. Solanum gratum Bitter
456. Solanum graveolens Bunbury
457. Solanum grayi Rose
458. Solanum guamense Merr.
459. Solanum guaraniticum A.St.-Hil.
460. Solanum guerreroense Correll
461. Solanum guineense L.
462. Solanum gundlachii Urb.
463. Solanum gympiense Symon
464. Solanum habrocaulon S. Knapp
465. Solanum haematocladum Dunal
466. Solanum haleakalaense H.St.John
467. Solanum hamatile Brandegee
468. Solanum hartwegii Benth.
469. Solanum hasslerianum Chodat
470. Solanum hastatilobum Bitter
471. Solanum hastifolium Dunal
472. Solanum hastiforme Correll
473. Solanum hayesii Fernald
474. Solanum hazenii Britton
475. Solanum hederiradiculum Bitter
476. Solanum heinianum D'Arcy & R.C. Keating
477. Solanum heleonastes S. Knapp
478. Solanum helleri Standl.
479. Solanum hemisymphyes Bitter
480. Solanum herba-bona Reiche
481. Solanum herculeum Bohs
482. Solanum hermannii Dunal
483. Solanum hernandesii Dunal
484. Solanum heteroclitum Sendtn.
485. Solanum heterodoxum Dunal
486. Solanum hexandrum Vell.
487. Solanum hibernum Bohs
488. Solanum hidetaroi Masam.
489. Solanum hieronymi Kuntze
490. Solanum hildebrandtii BR & Bouche, A. M.
491. Solanum hillebrandii Yunck.
492. Solanum himatacanthum Dammer
493. Solanum hindsianum Benth.
494. Solanum hintonii C.V. Morton
495. Solanum hirsuticaule Werderm.
496. Solanum hirsutum Dunal
497. Solanum hirtellum (Spreng.) Hassl.
498. Solanum hirtulum Krause
499. Solanum hirtum Vahl
500. Solanum hjertingii Hawkes
501. Solanum hoehnei C.V. Morton
502. Solanum hoffmanseggii Sendtn.
503. Solanum holocalyx Morton
504. Solanum holophyllum Bitter
505. Solanum holtzii Dammer
506. Solanum homalospermum Chiarini
507. Solanum homblei De Wild.
508. Solanum hoopesii Hawkes & K.A. Okada
509. Solanum hougasii Correll
510. Solanum houstonii Dunal
511. Solanum huallagense Bitter
512. Solanum huancabambense Ochoa
513. Solanum huayavillense Del Vitto & Peten.
514. Solanum huitlanum Brandegee
515. Solanum humblotii Dammer
516. Solanum humectophilum Ochoa
517. Solanum humile Bernh. ex Willd.
518. Solanum hutchisonii (J.F. Macbr.) Bohs
519. Solanum hybridum Jacq.
520. Solanum hylobium Bitter
521. Solanum hypacrarthrum Bitter
522. Solanum hypaleurotrichum Bitter
523. Solanum hypermegethes Werderm.
524. Solanum hypocalycosarcum Bitter
525. Solanum hypomalacum (Bitter) C.V. Morton
526. Solanum hypopsilum Bitter
527. Solanum iltisii K.E. Roe
528. Solanum imamense Dunal
529. Solanum imbaburense S. Knapp
530. Solanum imberbe Bitter
531. Solanum immite Dunal
532. Solanum incahuasinum Ochoa
533. Solanum incanum L.
534. Solanum incarceratum Ruiz & Pav.
535. Solanum incasicum Ochoa
536. Solanum incisum Griseb.
537. Solanum incisum var. septato-pilosum C.V. Morton
538. Solanum incompletum Britton
539. Solanum incomptum Bitter
540. Solanum incurvipilum Bitter
541. Solanum incurvum Ruiz & Pav.
542. Solanum inelegans Rusby
543. Solanum infundibuliforme Phil.
544. Solanum ingaefolium Ochoa
545. Solanum inodorum Vell.
546. Solanum inornatum Witasek
547. Solanum insidiosum Mart.
548. Solanum insolaesolis Bitter
549. Solanum insulae-paschalis Bitter
550. Solanum interandinum Bitter
551. Solanum interius Rydb.
552. Solanum intermedium Sendtn.
553. Solanum iodotrichum Van Heurck & Müll. Arg.
554. Solanum ionidium Bitter
555. Solanum iopetalum Hawkes
556. Solanum ipomoea Sendtn.
557. Solanum iraniense L.B. Sm. & Downs
558. Solanum irosinum Ochoa
559. Solanum irregulare C.V. Morton
560. Solanum isodynamum Sendtn.
561. Solanum itatiaiae Glaz. ex Edmonds
562. Solanum ivohibe D'Arcy & Rakot.
563. Solanum jabrense Agra & M. Nee
564. Solanum jaegeri Dammer
565. Solanum jaenense Ochoa
566. Solanum jalcae Ochoa
567. Solanum jamaicense Mill.
568. Solanum jamesii Torr.
569. Solanum japonense Nakai
570. Solanum jasminifolium Sendtn.
571. Solanum jasminoides J. Paxton
572. Solanum jesperseni De Wild.
573. Solanum johannae Bitter
574. Solanum johnstonii Whalen
575. Solanum jubae Bitter
576. Solanum juglandifolium Dunal
577. Solanum julocrotonoides Hassl.
578. Solanum juncalense Reiche
579. Solanum junctum S.R. Stern & M. Nee, 2014[1]
580. Solanum juninense Bitter
581. Solanum jussiaei Dunal
582. Solanum juvenale Thell.
583. Solanum juzepczukii Bukasov
584. Solanum kagehense Dammer
585. Solanum kandtii Dammer
586. Solanum kauaiense Hillebr.
587. Solanum keniense Standl.
588. Solanum kieslingii Cabrera
589. Solanum kifinikense Bitter
590. Solanum kioniotrichum Bitter ex J.F. Macbr.
591. Solanum kitagawae Schonb.-Tem.
592. Solanum kitivuense Dammer
593. Solanum kleinii L.B. Sm. & Downs
594. Solanum knappiae Agra & V. S. Sampaio, 2016[2]
595. Solanum krauseanum Phil.
596. Solanum kriegeri Giacomin & Stehmann, 2014[3]
597. Solanum kurtzianum Bitter & Wittm.
598. Solanum kwebense N.E. Br.
599. Solanum lacerdae Dusén
600. Solanum laciniatum Aiton
601. Solanum lacteum Vell.
602. Solanum laevigatum Dunal
603. Solanum lamprocarpum Bitter
604. Solanum lanceifolium Jacq.
605. Solanum lanceolatum Cav.
606. Solanum lantana Sendtn.
607. Solanum lanuginosum Dunal
608. Solanum lanzae J.-P. Lebrun & Stork
609. Solanum lasianthum Dunal
610. Solanum lasiocarpum Dunal
611. Solanum lasiocladum S. Knapp
612. Solanum lasiopodium Dunal
613. Solanum lateritium Dammer
614. Solanum latiflorum Bohs
615. Solanum laurentii Dammer
616. Solanum laurifolium L. f.
617. Solanum laxissimum Bitter
618. Solanum laxum Spreng.
619. Solanum leiophyllum Benth.
620. Solanum lepidotum Dunal
621. Solanum leptocaulon Van Heurck & Müll. Arg.
622. Solanum leptophyes Bitter
623. Solanum leptopodum Van Heurck & Müll. Arg.
624. Solanum leptorhachis Bitter
625. Solanum leptosepalum Correll
626. Solanum leptostachys Dunal
627. Solanum lesteri Hawkes & Hjert.
628. Solanum leucandrum Whalen
629. Solanum leucanthum Dammer
630. Solanum leucocarpon Dunal
631. Solanum leucodendron Sendtn.
632. Solanum leucophaeum Dunal
633. Solanum leucopogon Huber
634. Solanum lhotskyanum Dunal
635. Solanum lianiforme De Wild.
636. Solanum lichtensteinii Willd.
637. Solanum lignescens Fernald
638. Solanum lignicaule Vargas
639. Solanum limbaniense Ochoa
640. Solanum lindenii Rusby
641. Solanum linnaeanum Hepper & P.-M.L.Jaeger
642. Solanum litoraneum A.E. Gonç.
643. Solanum litusinum Ochoa
644. Solanum lobbianum Bitter
645. Solanum longevirgatum Bitter
646. Solanum longiconicum Bitter
647. Solanum longifilamentum Särkinen & P. Gonzáles, 2015[4]
648. Solanum longipes Dunal
649. Solanum longiusculus Ochoa
650. Solanum lopez-camarenae Ochoa
651. Solanum loxense Dunal
652. Solanum lucens S. Knapp
653. Solanum luffocarpum A. Chev.
654. Solanum lumholtzianum Bartlett
655. Solanum luridifuscescens Bitter
656. Solanum luteoalbum Pers.
657. Solanum luteum Mill.
658. Solanum luzoniense Merr.
659. Solanum lycocarpum A. St.-Hil.
660. Solanum lycopersicoides Dunal
661. Solanum lycopersicum L.
662. Solanum lycopersicum var. cerasiforme (Dunal) D.M. Spooner, G.J. Anderson & R.K. Jansen
663. Solanum lykipiense C.H. Wright
664. Solanum lyratum Thunb.
665. Solanum macaonense Dunal
666. Solanum macbridei Hunz. & Lallana
667. Solanum macowanii Fourc.
668. Solanum macracanthum A. Rich.
669. Solanum macranthum Dunal
670. Solanum macrocarpon L.
671. Solanum macrotonum Bitter
672. Solanum madagascariense Dunal
673. Solanum madagascariense var. nitens D'Arcy & Rakot.
674. Solanum madrense Fernald
675. Solanum maglia Schltdl.
676. Solanum mahoriensis D'Arcy & Rakot.
677. Solanum malacothrix S. Knapp
678. Solanum malletii S. Knapp
679. Solanum mammosum L.
680. Solanum mangaschae Pax
681. Solanum mapiricum S. Knapp
682. Solanum mapiriense Bitter
683. Solanum maranguapense Bitter
684. Solanum marantifolium Bitter
685. Solanum marginatum L. f.
686. Solanum mariae Särkinen & S. Knapp, 2015[4]
687. Solanum marinasense Vargas
688. Solanum marinasense f. longimucronatum (Vargas) Correll
689. Solanum marojejy D'Arcy & Rakot.
690. Solanum maroniense Poit.
691. Solanum marquesi Dammer
692. Solanum martii Sendtn.
693. Solanum martinsii Van Heurck
694. Solanum matadori L.B. Sm. & Downs
695. Solanum maternum Bohs
696. Solanum maturecalvans Bitter
697. Solanum mauense Bitter
698. Solanum mauritianum Scop.
699. Solanum medians Bitter
700. Solanum megalochiton Mart.
701. Solanum megalonyx Sendtn.
702. Solanum megistacrolobum Bitter
703. Solanum melastomoides C.H. Wright
704. Solanum melissarum Bohs
705. Solanum melongena L.
706. Solanum melongena var. inerme (Dunal) Hiern
707. Solanum memphiticum J.F.Gmel.
708. Solanum merrillianum Liou
709. Solanum mesodolichum Pic.Serm.
710. Solanum metarsium C.V. Morton
711. Solanum metrobotryon Dunal
712. Solanum michaelis Särkinen & S. Knapp, 2016[5]
713. Solanum michoacanum (Bitter) Rydb.
714. Solanum microdontum Bitter
715. Solanum microleprodes Bitter
716. Solanum mildbraedii Dammer
717. Solanum minutifoliolum Correll
718. Solanum mite Ruiz & Pav.
719. Solanum mitlense Dunal
720. Solanum mochiquense Ochoa
721. Solanum moestum Dunal
722. Solanum molinarum J.L. Gentry
723. Solanum monachophyllum Dunal
724. Solanum monactinanthum Dammer
725. Solanum monadelphum Van Heurck & Müll. Arg.
726. Solanum monanthemon S. Knapp
727. Solanum monarchostemon S. Knapp
728. Solanum moniliforme Correll
729. Solanum monotanthum Dammer
730. Solanum montanum L.
731. Solanum montigenum (C.V. Morton) Cabrera
732. Solanum morellifolium Bohs
733. Solanum morelliforme Bitter & Münch
734. Solanum morii S. Knapp
735. Solanum mortonii Hunz.
736. Solanum moscopanum Hawkes
737. Solanum moxosense M. Nee
738. Solanum mucronatum O.E. Schulz
739. Solanum muenscheri Standl. & Steyerm.
740. Solanum multifidum Lam.
741. Solanum multiflorum Vargas
742. Solanum multiglandulosum Bitter
743. Solanum multiinterruptum Bitter
744. Solanum multispinum N.E. Br.
745. Solanum muricatum Aiton
746. Solanum murinum Sendtn.
747. Solanum murphyi I.M. Johnst.
748. Solanum myoxotrichum Baker
749. Solanum myriacanthum Dunal
750. Solanum myrsinoides D'Arcy & Rakot.
751. Solanum nakurense C.H. Wright
752. Solanum namaquense Dammer
753. Solanum nanum Bitter
754. Solanum narcoticosmum Bitter
755. Solanum ndellense A. Chev.
756. Solanum neei Chiarini & L.A. Mentz[6]
757. Solanum neglectum Dunal
758. Solanum nelsonii Dunal
759. Solanum nematopus Sendtn.
760. Solanum nematorhachis S. Knapp
761. Solanum nemorense Dunal
762. Solanum nemorosum Ochoa
763. Solanum neocardenasii Hawkes & Hjert.
764. Solanum neorossii Hawkes & Hjert.
765. Solanum neovargasii Ochoa
766. Solanum neovavilovii Ochoa
767. Solanum neoweberbaueri Wittm.
768. Solanum nesiotes Bitter
769. Solanum nguelense Dammer
770. Solanum nienkui Merr. & Chun
771. Solanum nigrescens M. Martens & Galeotti
772. Solanum nigricans M. Martens & Galeotti
773. Solanum nitidum Ruiz & Pav.
774. Solanum nocturnum Fernald
775. Solanum nubicola Ochoa
776. Solanum nudum Dunal
777. Solanum nuricum M. Nee
778. Solanum nutans Ruiz & Pav.
779. Solanum nyctaginoides Dunal
780. Solanum oaxacanum Dunal
781. Solanum oblongifolium Dunal
782. Solanum obovalifolium Benitez
783. Solanum occultum Bohs
784. Solanum ochracanthum Bitter
785. Solanum ochraceo-ferrugineum Fernald
786. Solanum ochraceum Dunal
787. Solanum ochranthum Dunal
788. Solanum ochrophyllum Van Heurck & Müll. Arg.
789. Solanum odoriferum Vell.
790. Solanum okadae Hawkes & Hjert.
791. Solanum olgae Pojark.
792. Solanum olivaceum Dammer
793. Solanum olivaeforme Donn. Sm.
794. Solanum olivare Paill. & Bois
795. Solanum oliveirae Carvalho
796. Solanum olmosense Ochoa
797. Solanum olmosianum Ochoa
798. Solanum ombrophilum S. Knapp
799. Solanum oocarpum Sendtn.
800. Solanum opacum A. Br. & Bouché
801. Solanum oplocense Hawkes
802. Solanum oppositifolium Ruiz & Pav.
803. Solanum orientale Benitez
804. Solanum orophilum Correll
805. Solanum orthocarpum Bitter
806. Solanum ossicruentum Martine & J.Cantley, sp. nov.
807. Solanum otites Dunal
808. Solanum ovalifolium Dunal
809. Solanum ovatifolium De Wild.
810. Solanum ovum-fringillae (Dunal) Bohs
811. Solanum oxycarpum Schiede
812. Solanum oxycoccoides Bitter
813. Solanum oxyphyllum C.V. Morton
814. Solanum pabstii L.B. Sm. & Downs
815. Solanum pachimatium Dunal
816. Solanum pachyandrum Bitter
817. Solanum pachyarthrotrichum Bitter
818. Solanum palinacanthum Dunal
819. Solanum palitans C.V. Morton
820. Solanum pallidum Rusby
821. Solanum palmillae Standl.
822. Solanum paludosum Moric.
823. Solanum palustre Poepp. ex Schltr.
824. Solanum pampaninii Chiov.
825. Solanum panduriforme E. Mey.
826. Solanum paniculatum L.
827. Solanum pannosum Phil.
828. Solanum paposanum Phil.
829. Solanum paraibanum Agra
830. Solanum paralum Bohs
831. Solanum paramoense Bitter ex Pittier
832. Solanum paranense Dusén
833. Solanum parishii A. Heller
834. Solanum parvicorollatum Lekhnovich
835. Solanum pascoense Ochoa
836. Solanum pastillum S. Knapp
837. Solanum paucijugum Bitter
838. Solanum paucispinum Werderm.
839. Solanum paucissectum Ochoa
840. Solanum pavimenti L.B. Sm. & Downs
841. Solanum pectinatum Dunal
842. Solanum pedemontanum M. Nee
843. Solanum pedersenii Cabrera
844. Solanum peikuoensis S.S. Ying
845. Solanum pelagicum Bohs
846. Solanum peloquinianum Ochoa
847. Solanum penduliflorum Dammer
848. Solanum pensile Sendtn.
849. Solanum pentagonocalyx Bitter
850. Solanum pentaphyllum Bitter
851. Solanum pentlandii Dunal
852. Solanum perattenuatum I.M. Johnst.
853. Solanum pereirae Carvalho
854. Solanum perplexum Small
855. Solanum pertenue Standl. & C.V. Morton
856. Solanum peruvianum L.
857. Solanum phaeophyllum Werderm.
858. Solanum phaseoloides Pol.
859. Solanum phureja Juz. & Bukasov
860. Solanum phureja subsp. hygrothermicum (Ochoa) Hawkes
861. Solanum physalidicalyx Bitter
862. Solanum physalifolium Rusby
863. Solanum physalifolium var. nitidibaccatum (Bitter) Edmonds
864. Solanum pillahuatense Vargas
865. Solanum piluliferum Dunal
866. Solanum pimpinellifolium L.
867. Solanum pimpinelloides Hill.
868. Solanum pinetorum (L.B. Sm. & Downs) Bohs
869. Solanum pinnatisectum Dunal
870. Solanum pinnatum Cav.
871. Solanum piperiferum A. Rich.
872. Solanum pittosporifolium Hemsl.
873. Solanum piurae Bitter
874. Solanum placitum C.V. Morton
875. Solanum platanifolium Hook.
876. Solanum platense Dieckman
877. Solanum platycypellon S. Knapp
878. Solanum plowmanii S. Knapp
879. Solanum plumense Fernald
880. Solanum poecilochromifolium Rusby
881. Solanum poeppigianum Sendtn.
882. Solanum poggei Dammer
883. Solanum poinsettiifolium Rusby
884. Solanum polyacanthon Lam.
885. Solanum polyadenium Greenm.
886. Solanum polyanthemum Hochst. ex A. Rich.
887. Solanum polygamum Vahl
888. Solanum polyphyllum Phil.
889. Solanum polytrichostylum Bitter
890. Solanum polytrichum Sendtn.
891. Solanum praematurum Dammer
892. Solanum premnifolium (Miers) Bohs
893. Solanum preussii Dammer
894. Solanum probolospermum Bitter
895. Solanum procumbens Lour.
896. Solanum profusum C.V. Morton
897. Solanum proteanthum Bohs
898. Solanum pruinosum Dunal
899. Solanum pseudoamericanum Särkinen, P. Gonzáles & S. Knapp, 2013[7][8]
900. Solanum pseudoauriculatum Chodat & Hassl.
901. Solanum pseudocapsicum L.
902. Solanum pseudocapsicum var. diflorum (Vell.) Bitter
903. Solanum pseudocapsicum var. microcarpum (Vahl) Pers.
904. Solanum pseudodaphnopsis L.A. Mentz & Stehmann
905. Solanum pseudogeminifolium Dammer
906. Solanum pseudogracile Heiser
907. Solanum pseudopersicum Pojark.
908. Solanum pseudoquina A. St.-Hil.
909. Solanum pseudospinosum C.H. Wright
910. Solanum psilophyllum Stehmann & Giacomin, 2015[9]
911. Solanum psychotrioides Dunal
912. Solanum pterospermum Bitter
913. Solanum ptychanthum Dunal
914. Solanum pubigerum Dunal
915. Solanum pulverulentifolium K.E. Roe
916. Solanum purpusii Brandegee
917. Solanum pycnanthemum Mart.
918. Solanum pygmaeum Cav.
919. Solanum pyracanthos Lam.
920. Solanum quaesitum C.V. Morton
921. Solanum quebradense S. Knapp
922. Solanum quichense J.M. Coult. & Donn. Sm.
923. Solanum quitoense Lam.
924. Solanum quitoense f. septentrionale (R.E. Schultes & Cuatrec.) D'Arcy
925. Solanum radicans L. f.
926. Solanum ramonense C.V. Morton & Standl.
927. Solanum ramulosum Sendtn.
928. Solanum raphanifolium Cárdenas & Hawkes
929. Solanum raquialatum Ochoa
930. Solanum ratum C.V. Morton
931. Solanum rederi Dammer
932. Solanum reductum C.V. Morton
933. Solanum reflexiflorum Moric.
934. Solanum reflexum Schrank
935. Solanum refractifolium Sendtn.
936. Solanum refractum Hook. & Arn.
937. Solanum regularifolium Correll
938. Solanum reineckii Briq.
939. Solanum reitzii L.B. Sm. & Downs
940. Solanum remyanum Phil.
941. Solanum renschii Vatke
942. Solanum reptans Bunbury
943. Solanum restingae S. Knapp
944. Solanum restrictum C.V. Morton
945. Solanum retroflexum Dunal
946. Solanum rhizomatum Särkinen & M. Nee, 2015[10]
947. Solanum rhodesianum Dammer
948. Solanum rhomboideilanceolatum Ochoa
949. Solanum rhytidoandrum Sendtn.
950. Solanum richardii Dunal
951. Solanum riedlei Dunal
952. Solanum rigescens Jacq.
953. Solanum rigescentoides Hutch.
954. Solanum riojense Bitter
955. Solanum riparium Pers.
956. Solanum ripense Dunal
957. Solanum robecchii Bitter & Damme
958. Solanum roblense Bitter
959. Solanum robustifrons Bitter
960. Solanum robustum H.L. Wendl.
961. Solanum rogersii S. Moore
962. Solanum rohrii C.H. Wright
963. Solanum rojasianum (Standl. & Steyerm.) Bohs
964. Solanum roseum Bohs
965. Solanum rostratum Dunal
966. Solanum rovirosanum Donn. Sm.
967. Solanum ruandae Bitter
968. Solanum rubetorum Dunal
969. Solanum rubicaule S.R. Stern, 2010[11]
970. Solanum rubiginosum Vahl
971. Solanum rudepannum Dunal
972. Solanum rufescens Sendtn.
973. Solanum rufistellatum Steyerm.
974. Solanum rugosum Dunal
975. Solanum rugulosum De Wild.
976. Solanum ruiz-lealii Brücher
977. Solanum ruizii S. Knapp
978. Solanum runsoriense C.H. Wright
979. Solanum rupincola Mart.
980. Solanum sakarense Dammer
981. Solanum sakhanii Hul, 2013[12][13]
982. Solanum salamancae Hunz. & Barboza
983. Solanum salasianum Ochoa
984. Solanum salicifolium Phil.
985. Solanum saltianum Roem. & Schult.
986. Solanum salzmannii Dunal
987. Solanum sambiranense D'Arcy & Rakot.
988. Solanum sambuciflorum Sendtn.
989. Solanum sambucinum Rydb.
990. Solanum sanctae-nevadae Dunal & A. DC.
991. Solanum sanctae-rosae Hawkes
992. Solanum sandemanii Hawkes
993. Solanum sandianum Bitter
994. Solanum sandwicense Hook. & Arn.
995. Solanum sanfurgoi Phil.
996. Solanum santolallae Vargas
997. Solanum santosii S. Knapp
998. Solanum saponaceum Dunal
999. Solanum sarasarae Ochoa
1000. Solanum sarrachoides Sendtn.
1001. Solanum saturatum M. Nee
1002. Solanum savanillense Bitter
1003. Solanum sawyeri Ochoa
1004. Solanum saxatilis Ochoa
1005. Solanum scabrifolium Ochoa
1006. Solanum scabrum Mill.
1007. Solanum scandens Mill.
1008. Solanum schenckii Bitter
1009. Solanum schimperianum Hochst.
1010. Solanum schizandrum Sendtn.
1011. Solanum schlechtendalianum Walp.
1012. Solanum schliebenii Werderm.
1013. Solanum schomburgkii Sendtn.
1014. Solanum schroederi Dammer
1015. Solanum schumannianum Dammer
1016. Solanum schwackei Glaz.
1017. Solanum sciadostylis (Sendtn.) Bohs
1018. Solanum scuticum M. Nee
1019. Solanum seaforthianum Andrews
1020. Solanum secedens Dammer
1021. Solanum selachophyllum Bitter
1022. Solanum sellowianum Dunal
1023. Solanum sellowii Dunal
1024. Solanum semiscandens Bitter
1025. Solanum semotum M. Nee
1026. Solanum sendtnerianum Van Heurck & Müll. Arg.
1027. Solanum sepiaceum Dammer
1028. Solanum sepicula Dunal
1029. Solanum septemlobum Bunge
1030. Solanum sereti De Wild.
1031. Solanum sericeum Ruiz & Pav.
1032. Solanum sessile Ruiz & Pav.
1033. Solanum sessiliflorum Dunal
1034. Solanum sessilistellatum Bitter
1035. Solanum setaceum Dammer
1036. Solanum setigeroides (Whalen) S.R. Stern, 2014
1037. Solanum setosissimum Bitter ex L.A. Mentz & M. Nee
1038. Solanum setosum (Brandegee) Bitter
1039. Solanum sibundoyense (Bohs) Bohs
1040. Solanum sieberi Van Heurck & Müll. Arg.
1041. Solanum simplicifolium Bitter
1042. Solanum simplicissimum Ochoa
1043. Solanum sinuatiexcisum Bitter
1044. Solanum sinuatirecurvum Bitter
1045. Solanum sinuato-repandum K. Braun
1046. Solanum siparunoides Ewan
1047. Solanum siphonobasis Bitter
1048. Solanum sisymbriifolium Lam.
1049. Solanum sitiens I.M. Johnst.
1050. Solanum skutchii Correll
1051. Solanum smithii S. Knapp
1052. Solanum snoussii A. Chev.
1053. Solanum sodomaeodes Kuntze
1054. Solanum soestii Hawkes & Hjert.
1055. Solanum sogarandinum Ochoa
1056. Solanum solum J.F. Macbr.
1057. Solanum somalense Franch. in Revoil
1058. Solanum sooretamum Carvalho
1059. Solanum sordidum Sendtn.
1060. Solanum sparsespinosum De Wild.
1061. Solanum sparsipilum (Bitter) Juz. & Bukasov
1062. Solanum sparsipilum subsp. calcense (Hawkes) Hawkes
1063. Solanum spathotrichum Dammer
1064. Solanum spegazzinii Bitter
1065. Solanum spirale Roxb.
1066. Solanum spissifolium Sendtn.
1067. Solanum splendens (Dunal) Bohs, 2015[14]
1068. Solanum sprucei Van Heurck & Müll. Arg.
1069. Solanum stagnale Moric.
1070. Solanum stellatiglandulosum Bitter
1071. Solanum stellativelutinum Bitter
1072. Solanum stenandrum Sendtn.
1073. Solanum stenophyllidium Bitter
1074. Solanum stenophyllum Dunal
1075. Solanum stenotomum Juz. & Bukasov
1076. Solanum steyermarkii Carvalho
1077. Solanum stipulaceum Roem. & Schult.
1078. Solanum stipulatum Vell.
1079. Solanum stipuloideum Rusby
1080. Solanum stolzii Dammer
1081. Solanum storkii C.V. Morton & Standl.
1082. Solanum stramoniifolium Jacq.
1083. Solanum stuckertii Bitter
1084. Solanum suaveolens Kunth & C.D. Bouché
1085. Solanum subcoriaceum Thell. & H. Dur. xx
1086. Solanum subinerme Jacq.
1087. Solanum sublentum Hieron.
1088. Solanum subpanduratum Ochoa
1089. Solanum subquinatum Bitter
1090. Solanum subserratum Dunal
1091. Solanum subsessile De Wild.
1092. Solanum subsylvestre L.B. Sm. & Downs
1093. Solanum subtusviolaceum Bitter
1094. Solanum subulatum C.H. Wright
1095. Solanum subumbellatum Vell.
1096. Solanum subuniflorum Bitter
1097. Solanum subvelutinum Rydb.
1098. Solanum sucrense Hawkes
1099. Solanum sudanense Hammerstein xx
1100. Solanum superbum S. Knapp
1101. Solanum supinum Dunal
1102. Solanum surattense Burm. f.
1103. Solanum swartzianum Roem. & Schult.
1104. Solanum swartzianum subsp. argyrophyllum (Dunal) Carvalho
1105. Solanum sychnoteranthum Bitter
1106. Solanum sycocarpum Mart. & Sendtn.
1107. Solanum sycophanta Dunal
1108. Solanum symmetricum Rusby
1109. Solanum symphyandrum (Bitter) C.V. Morton
1110. Solanum tabanoense Correll
1111. Solanum tacanense Lundell
1112. Solanum taeniotrichum Correll
1113. Solanum taitense Vatke
1114. Solanum talarense Svenson
1115. Solanum tampicense Dunal
1116. Solanum tanysepalum S. Knapp
1117. Solanum tapojense Ochoa
1118. Solanum tarapatanum Ochoa
1119. Solanum tarderemotum Bitter
1120. Solanum tarijense Hawkes
1121. Solanum tarnii Hawkes & Hjert.
1122. Solanum taulisense Ochoa
1123. Solanum tegore Aubl.
1124. Solanum tenuiflagellatum Bitter ex S. Knapp
1125. Solanum tenuilobatum Parish
1126. Solanum tenuipes Bartlett
1127. Solanum tenuisetosum (Bitter) Bohs
1128. Solanum tenuispinum Rusby
1129. Solanum tenuissimum Sendtn.
1130. Solanum tepuiense S. Knapp
1131. Solanum tequilense A. Gray
1132. Solanum terminale Forssk.
1133. Solanum terminale subsp. inconstans (C.H. Wright) Heine
1134. Solanum terminale subsp. sanaganum (Bitter) Heine
1135. Solanum ternatum Ruiz & Pav.
1136. Solanum ternifolium Werderm.
1137. Solanum tetrachondrum Bitter
1138. Solanum tetricum Dunal
1139. Solanum tettense Klotzsch
1140. Solanum thelopodium Sendtn.
1141. Solanum theobromophyllum Bitter
1142. Solanum thomasiifolium Sendtn.
1143. Solanum thruppii C.H. Wright
1144. Solanum toldense Matesevach & Barboza
1145. Solanum toliaraea D'Arcy & Rakot.
1146. Solanum tomentosum L.
1147. Solanum torreanum A.E. Gonç.
1148. Solanum torreyi A. Gray
1149. Solanum torvum Sw.
1150. Solanum torvum var. daturifolium (Dunal) O.E. Schulz
1151. Solanum tovarii S. Knapp
1152. Solanum trachycarpum Bitter & Sodiro
1153. Solanum trachycyphum Bitter
1154. Solanum trachyphyllum Dunal
1155. Solanum trachytrichium Bitter
1156. Solanum tredecimgranum Bitter
1157. Solanum tribulosum S. Schauer
1158. Solanum trichoneuron Lillo
1159. Solanum trichopetiolatum D'Arcy & Rakot.
1160. Solanum tricuspidatum Dunal
1161. Solanum tridynamum Dunal
1162. Solanum trifidum Correll
1163. Solanum triflorum Nutt.
1164. Solanum trifolium Dunal
1165. Solanum triunfense S. Knapp, 2015[15]
1166. Solanum trifurcum Dunal
1167. Solanum trigonoplum Bitter
1168. Solanum trinitense Ochoa
1169. Solanum tripartitum Dunal
1170. Solanum triplinervium C.V. Morton
1171. Solanum triquetrum Cav.
1172. Solanum triste Jacq.
1173. Solanum trizygum Bitter
1174. Solanum tuberosum L.
1175. Solanum tuberosum subsp. andigena (Juz. & Bukasov) Hawkes
1176. Solanum tuberosum f. ccompis (Bukasov) Ochoa
1177. Solanum tuberosum f. cevallosii (Bukasov) Ochoa
1178. Solanum tuberosum f. huacalajra (Bukasov) Ochoa
1179. Solanum tuberosum var. longibaccatum (Bukasov) Ochoa
1180. Solanum tuberosum f. pallidum (Bukasov) Ochoa
1181. Solanum tuerckheimii Greenm.
1182. Solanum tunariense Kuntze
1183. Solanum tuquerrense Hawkes
1184. Solanum turgidum S. Knapp
1185. Solanum turneroides Chodat
1186. Solanum tweedianum Hook.
1187. Solanum ueleense De Wild.
1188. Solanum ugentii Hawkes & K.A. Okada
1189. Solanum ukerewense Bitter
1190. Solanum uleanum Bitter
1191. Solanum ulei Morton
1192. Solanum ulugurense Dammer
1193. Solanum umalilaense Manoko, 2012[16]
1194. Solanum umbellatum Mill.
1195. Solanum umbelliferum Eschsch.
1196. Solanum umbratile I.M. Johnst.
1197. Solanum uncinatum Schrank
1198. Solanum uncinellum Lindl.
1199. Solanum undatum Lam.
1200. Solanum unifoliatum S. Knapp
1201. Solanum unilobum (Rusby) Bohs
1202. Solanum uollense Pic.Serm.
1203. Solanum urosepalum Dammer
1204. Solanum ursinum Rusby
1205. Solanum urticans Dunal
1206. Solanum urubambae Juz.
1207. Solanum usaramense Dammer
1208. Solanum utile Klotzsch
1209. Solanum vacciniiflorum Standl. & L.O. Williams
1210. Solanum vaillantii Dunal
1211. Solanum valdiviense Dunal
1212. Solanum valerioanum C.V. Morton & Standl.
1213. Solanum validinervium Benitez & S. Knapp
1214. Solanum vallis-mexici Juz.
1215. Solanum vanheurckii Müll. Arg.
1216. Solanum variabile Mart.
1217. Solanum velardei Ochoa
1218. Solanum velleum Roem. & Schult.
1219. Solanum vellozianum Dunal
1220. Solanum velutinum Dunal
1221. Solanum velutissimum Rusby
1222. Solanum venosum Dunal
1223. Solanum venturii Hawkes & Hjerting
1224. Solanum vernei Bitter & Wittm.
1225. Solanum verrucosum Schltdl.
1226. Solanum verticillatum S. Knapp & Stehmann, 2015[9]
1227. Solanum vervoorstii L.B. Sm.
1228. Solanum vestissimum Dunal
1229. Solanum viarum Dunal
1230. Solanum vidaurrei Cárdenas
1231. Solanum villosum Mill.
1232. Solanum villuspetalum Vargas
1233. Solanum violaceimarmoratum Bitter
1234. Solanum violaceum Ortega
1235. Solanum violifolium Schott ex Spreng.
1236. Solanum virginianum L.
1237. Solanum virgultorum (Bitter) Cárdenas & Hawkes
1238. Solanum viridimaculatum Gilli
1239. Solanum viridipes Dunal
1240. Solanum viscosissimum Sendtn.
1241. Solanum volubile Sw.
1242. Solanum volubilis Rusby
1243. Solanum wacketii Witasek
1244. Solanum wallacei (A. Gray) Parish
1245. Solanum warmingii Hieron.
1246. Solanum weberbaueri Bitter
1247. Solanum weddellii Phil.
1248. Solanum welwitschii C.H. Wright
1249. Solanum wendlandii Hook. f.
1250. Solanum whalenii M. Nee
1251. Solanum wittmackii Bitter
1252. Solanum woodburyi R.A. Howard
1253. Solanum woodii Särkinen & S. Knapp, 2016[5]
1254. Solanum woodsonii Correll
1255. Solanum wrightii Benth.
1256. Solanum xanthophaeum Bitter
1257. Solanum xanti A. Gray
1258. Solanum xanti var. obispoense (Eastw.) Wiggins
1259. Solanum yamobambense Ochoa
1260. Solanum yanamonense S. Knapp
1261. Solanum yangambiense De Wild
1262. Solanum youngii S. Knapp
1263. Solanum yungasense Hawkes
1264. Solanum zanzibarense Vatke
1265. Solanum zeylanicum Scop.
1266. Solanum zuloagae Cabrera